# 福久

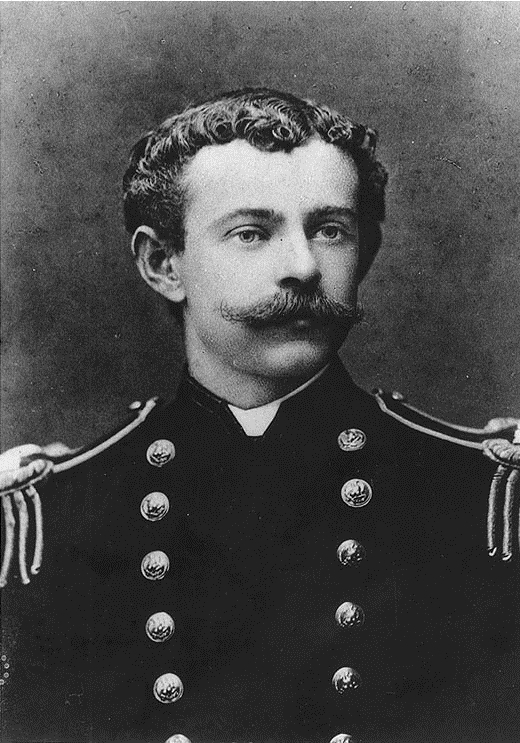
福久像

福久[註1]（英語：、1856年10月30日—1893年），19世紀美國外交官、美國海軍軍官，歷任美國駐朝鮮王朝代理公使、海軍武官等職。福久誕生於賓夕法尼亞州瑪麗埃塔，畢業自美國海軍學院後曾遊歷東亞諸國、並學習日語、漢語及韓語:p11-12。福久駐朝期間曾主張朝鮮獨立自主，而與負責維護清朝—朝鮮宗藩關係的駐紮朝鮮總理交涉通商事宜大臣袁世凱發生對立:p131-132。福久退職後移居日本，1893年因心臟病而逝，後與其日籍妻子一起葬於京都:p58。